# GJ 3512
GJ 3512 är en ensam stjärna i mellersta delen av stjärnbilden Stora björnen. Den har en skenbar magnitud av ca 15,05 och kräver ett kraftfullt teleskop för att kunna observeras. Baserat på parallax enligt Gaia Data Release 3 på ca 105,3 mas beräknas den befinna sig på ett avstånd av ca 31 ljusår (ca 9,5 parsec) solen. Den rör sig bort från solen med en heliocentrisk radialhastighet av ca 8 km/s och har en hög egenrörelse över himlavalvet med en hastighet av 1,311 bågsekunder per år.

## Egenskaper
GJ3512 är en röd dvärgstjärna i huvudserien av spektralklass dM5.5. Den har en massa av ca 0,13 solmassa, en radie av ca 0,16 solradie och utsänder energi från dess fotosfär motsvarande ca 0,00157 gånger solen vid en effektiv temperatur av ca 3 100 K. Stjärnan visar en måttlig magnetisk aktivitet med en solliknande cykel på 14 år. En lågnivåvariabilitet som varar ca 87 dygn matchar stjärnans ungefärliga rotationsperiod.

## Planetsystem
En gasjätteplanet i en excentrisk bana kring GJ 3512 upptäcktes 2019 med hjälp av metoden för mätning av radiell hastighet. Stjärnans massa är bara 250 gånger större än gasjätten, vilket ifrågasätter traditionella modeller för planetbildning.
Om stjärnan bildades i en öppen stjärnhop, kan den planeten istället ha bildats vid en stjärna med större massa och sedan bytts in i detta system under en interaktion. Den excentriska omloppsbanan för objektet kan ha orsakats av utstötningen av en annan exoplanet från systemet. En andra gasjätteplanet på en bredare, cirkulär bana misstänks och en studie från 2020 gav starkare bevis för denna planet. Den anses nu bekräftad av flera källor.
| Planet | Massa               | Halv storaxel (AE) | Siderisk omloppstid (d) | Excentricitet   | Inklination | Radie |
| ------ | ------------------- | ------------------ | ----------------------- | --------------- | ----------- | ----- |
| b      | ≥0,46 +0,02−0,01 MJ | 0,337 ± 0,001      | 203,69 +0,09−0,002      | 0,44 ± 0,01     | -           | -     |
| c      | ≥0,20 ± 0,01 MJ     | 1,292 ± 0,003      | 1 599,6 +1,1−0,8        | 0,0183 ± 0,0001 | -           | -     |